# Palaestina Secunda
Pour les articles homonymes, voir Palaestina et Secunda.
390–636
Entités précédentes :
- Syrie-Palestine

Entités suivantes :
- Jund al-Urdunn

Palæstina Secunda ou Palaestina II est une province byzantine, de 390 jusqu'à
la conquête musulmane de la Syrie, en 634-636. Palæstina Secunda fait partie de la province du diocèse d'Orient. Elle comprend en gros la Galilée, la vallée de Jezreel, la vallée de Beït Shéan et la partie sud du plateau du Golan, avec pour capitale Scythopolis (Beït Shéan).

## Histoire

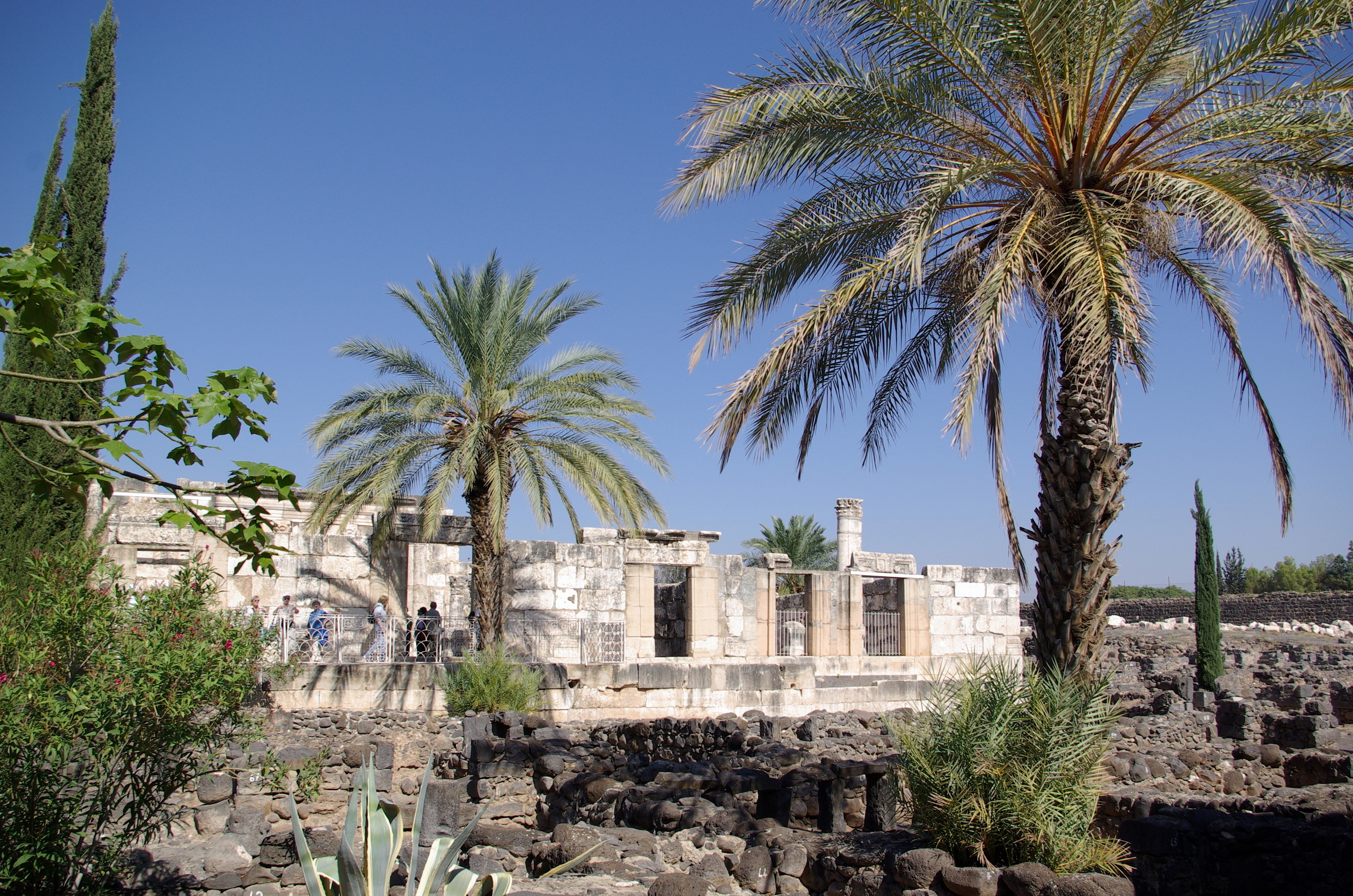
Ruines d'une ancienne synagogue dans la ville romaine de Capharnaüm en Palaestina Secunda.

Au Bas-Empire, la Syrie Palaestina est divisée en Palaestina Prima, Palaestina Secunda et finalement aussi Palaestina Salutaris (en), qui sont intégrées au diocèse d'Orient, dans lequel elle est incluse avec les provinces de Cilicie première, Cilicie seconde, Syrie première, Syrie seconde, Phénicie première, Phénicie seconde, d'Isaurie, de Cilicie, de Chypre (jusqu'en 536), d'Euphratèse, de Mésopotamie, d'Osroène, et d'Arabie Pétraée. Les principales villes de la province sont Scythopolis, Capharnaüm et Nazareth.
Aux Ve   et   VIe siècle, les Byzantins et leurs alliés chrétiens Ghassanides jouent un rôle majeur dans la répression des révoltes des Samaritains, dans la Palaestina Prima voisine. Au VIe siècle, les Ghassanides chrétiens forment une confédération vassale byzantine avec une capitale sur le Golan, formant ainsi un État tampon entre l'Empire byzantin et les tribus arabes.
En 614, Palaestina Prima et Palaestina Secunda sont conquises par une armée juive-Sassanide commune. Le chef des rebelles juifs est Benjamin de Tibériade (en), un homme « d'une immense richesse », selon des sources médiévales et par Néhémie ben Hushiel (en), un exilé juif. Après le retrait des troupes persanes et la reddition des rebelles juifs locaux, la région est annexée, à Byzance, en 628.
Le contrôle byzantin de la province est, de nouveau et irréversiblement, perdu en 636, avec la conquête musulmane de la Syrie. Elle est ensuite grossièrement réorganisée en tant que district militaire de Jund al-Urdunn, de la province de Bilad el-Cham (Syrie), du califat Rashidun.

## Démographie

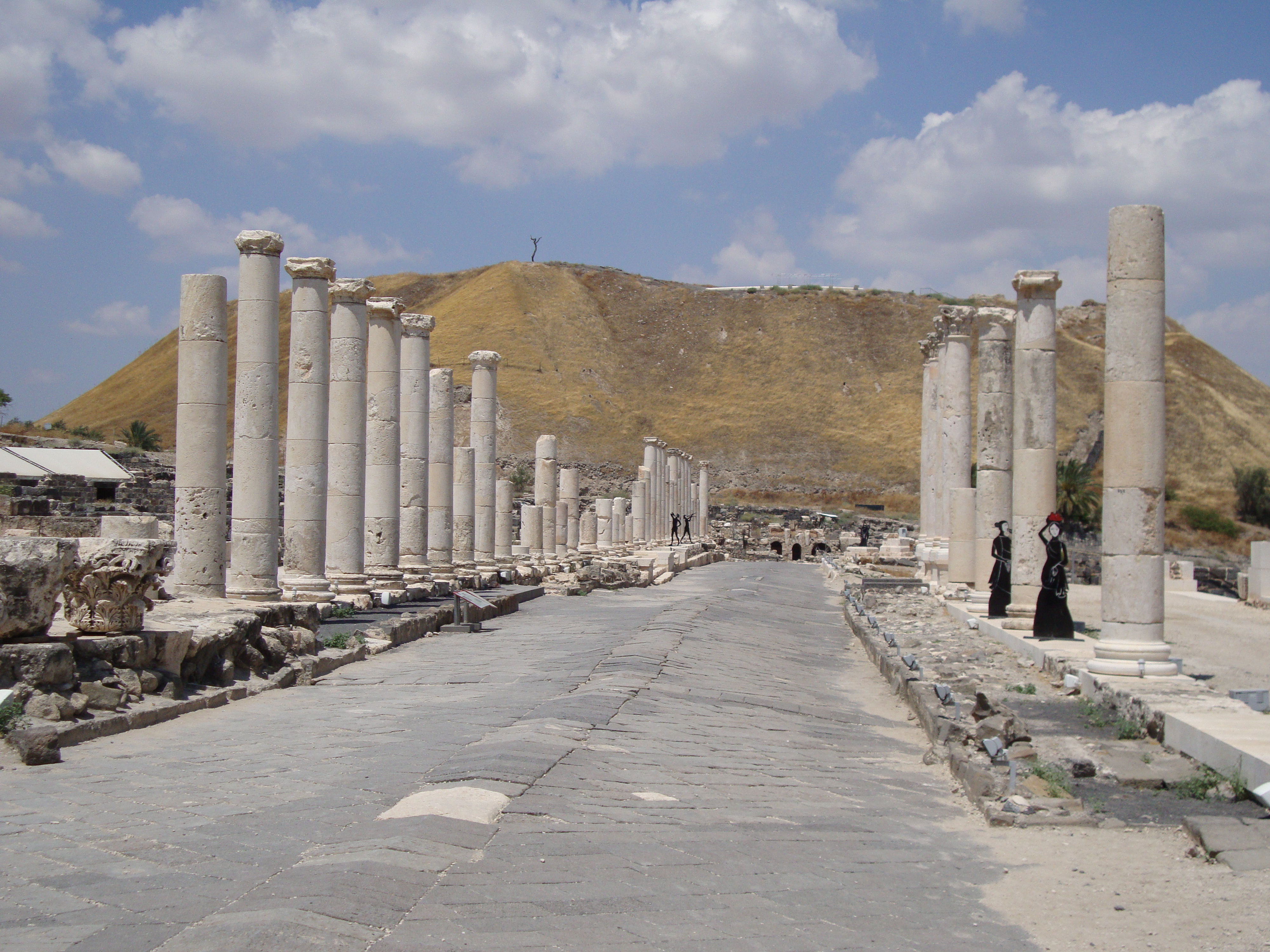
Voie romaine de Scythopolis, dans le parc national de Beït Shéan, Israël.

Avant le VIe siècle, la province de Palaestina Secunda comprend en grande partie des Juifs, ainsi qu'une population mixte de langue grecque et araméenne, qui pratiquent pour la plupart le christianisme. Les Juifs font de la Galilée et du Golan leur centre depuis la défaite de la révolte de Bar Kokhba au IIe siècle. Ces lieux prospèrent tout au long des IVe   et   Ve siècle, alors que le contrôle byzantin de la région s'est réduit, offrant une grande autonomie aux populations locales.
Les parties nord-est de la province sont également habitées par des Ituréens païens, qui vivent en plus grand nombre dans les provinces voisines de Phénicie et de Phoenice Lebanensis au nord. Les Ghassanides arabes chrétiens ont migré du Yémen, vers la province vers les IVe   et   Ve siècle et ont colonisé le Golan, ainsi que d'anciens territoires de la province de Pétrée en Arabie, créant un royaume client byzantin tampon au VIe siècle, avec la capitale sur le Golan, à la frontière nord-est de Palaestina Secunda.
Au début du VIIe siècle, la province connait un effondrement démographique important dû aux conséquences de la guerre byzantine et persane et de la rébellion juive. Après le rétablissement, de courte durée, de la domination byzantine, les armées musulmanes provoquent la fuite d'une partie importante des chrétiens vers le nord - dans les territoires du nord de la Syrie et de l'Anatolie encore sous domination byzantine.

## Religions

### Judaïsme
La province de Palaestina Secunda est un centre florissant du judaïsme tout au long des IVe   et   Ve siècle, où le Talmud de Jérusalem  est assemblé. La principale autorité juive, le Sanhédrin, existe à Tibériade jusqu'au début du Ve siècle, avant d'être abolie par les autorités byzantines. Le dernier Nassi (président) du Sanhédrin est Gamaliel VI, qui meurt en 425. Après sa mort, l'empereur byzantin Théodose ne prévoit pas de successeur, et en 429, il met fin au patriarcat.

### Christianisme
La conversion de Constantin déclenche des événements qui rétablissent la Palestine comme un théâtre majeur dans le développement de l'église chrétienne, comme elle ne l'avait plus été depuis l'an 70. Seuls quelques Minims (dont probablement des juifs chrétiens) ont vécu dans quelques villes galiléennes comme Sepphoris et Capharnaüm. Cependant, à partir du IVe siècle, le gouvernement byzantin répond à l'intérêt des chrétiens pour la Terre sainte en se lançant dans un programme massif de mécénat, en particulier de construction d'églises, qui encourage les chrétiens à s'installer en Palestine. Avec moins de succès, la politique impériale essaie d'encourager les Juifs à se convertir au christianisme en leur offrant protection et récompenses. Finalement, à la suite de l'installation de chrétiens dans les environs de Nazareth et de Capharnaüm (où une synagogue et une église se trouvent presque en face l'une de l'autre) et à Tabgha, la Galilée perd sa majorité juive.

### Culte romain et paganisme
Une petite minorité de païens - qu'il s'agisse de Romains et d'Hellénistes non chrétiens ou d'Ituréens - ont peuplé la province, au début de la domination byzantine.

### Source de la traduction
- (en) Cet article est partiellement ou en totalité issu de l’article de Wikipédia en anglais intitulé « Palaestina Secunda » (voir la liste des auteurs).